# Jaworiwka (obwód czerkaski)
Jaworiwka (ukr. Яворівка) – wieś na Ukrainie, w obwodzie czerkaskim, w rejonie drabiwskim. W 2001 roku liczyła 867 mieszkańców.